# Fürst von Soubise
Mit dem Titel Fürst von Soubise (Prince de Soubise) wurde 1667 François de Rohan (1630–1712) ausgezeichnet, ein jüngerer Sohn von Hercule de Rohan, Duc de Montbazon. Gleichzeitig wurde die Herrschaft Soubise zum Fürstentum erhoben.
Die Erhebung war Bestandteil der Bestrebungen der Rohan, in den ersten Rang des französischen Adels aufzusteigen.

## Herren von Soubise
- Jean IV. L’Archevêque de Parthenay († 1512), Seigneur de Soubise, ⚭ Michelle de Saubonne (1485–1549)
- Jean V. L’Archevêque de Parthenay (1512–1566), Seigneur de Soubise, deren Sohn, ⚭ Antoinette Bouchard d’Aubeterre
- Catherine de Parthenay († 1631), deren Erbtochter; ⚭ René II. de Rohan, Vicomte de Rohan, Prince de Léon, Comte de Porhoët
- Benjamin de Rohan (1583–1642), deren Sohn, Seigneur de Soubise, 1626 Duc de Frontenay

## Fürsten von Soubise
- Marguerite de Rohan (1616/17–1684), dessen Nichte, 1639 Duchesse de Rohan et de Frontenay, 4. Princesse de Léon, Princesse de Soubise, Comtesse de Porhoet etc.; ⚭ Henri Chabot (1616–1655), 1652 Duc de Rohan
- Anne de Rohan-Chabot (1648–1709), deren Tochter, genannt Madame de Frontenay, Dame de Soubise, Mätresse Ludwigs XIV.; ⚭ 1663
- François de Rohan (1630–1712), 1667 Prince de Soubise
- Hercule-Mériadec de Rohan (1669–1749) genannt Prince de Rohan, 1712 2. Prince de Soubise, Prince de Maubuisson etc., 1714 französischer Duc de Rohan-Rohan
- Jules François Louis de Rohan (1697–1724), dessen Sohn, 3. Prince de Soubise
- Charles de Rohan (1715–1787), dessen Sohn, 1717 Duc de Ventadour, 1724, 9. Prince d’Épinoy, 1749 2. Duc de Rohan-Rohan, 4. Prince de Soubise, Marschall von Frankreich